# Renée Zellweger
Renée Kathleen Zellweger (Baytown, Teksas, 25. travnja 1969.), američka glumica i oskarovka.

## Životopis
Renée Zellweger je odrasla u obitelji "lijenih katolika i episkopalaca". Njen otac, Švicarac Emil, bio je inženjer elektronike i strojarstva koji je radio u postrojenju za preradu nafte, a majka, norveška Laponka Kjelfried Irene, bila je medicinska sestra i babica, koja je u SAD došla raditi kao guvernanta za jednu norvešku obitelj. Zellweger je s devet godina preselila iz rodnog Baytowna u Katy, predgrađe Houstona, gdje je pohađala srednju školu i maturirala 1987. godine. Bila je navijačica, aktivna gimnastičarka i članica glumačkog kluba. Na fakultetu je studirala engleski jezik. Uz studiranje, radila je seriju neobičnih poslova, čak i kao konobarica u topless baru (ona je radila odjevena).
Na filmu je aktivna od 1992. godine, snimivši do sada tridesetak naslova, među kojima su Jerry Maguire, Bolničarka Betty, Ja, ja i Irena, mjuzikl Chicago, Dnevnik Bridget Jones te Studengora, za koji je 2003. dobila Oscar za najbolju sporednu glumicu. Također je dobitnica nagrada Zlatni globus, BAFTA, kao i nagrade Ceha filmskih glumaca. Premda su je nagovarali, Zellweger nije htjela promijeniti prezime kako bi bilo pristupačnije američkoj publici. Bila je u vezi s mnogo glumaca, među kojima su Jim Carrey i George Clooney, a povezivali su je i s Lukeom Perryjem, Paulom McCartneyjem i drugima. Godine 2005. udala se za country pjevača Kennyja Chesneyja, ali je brak poništen nakon samo četiri mjeseca.
Zellweger je glumila u dva filma o Bridget Jones, gdje su joj partneri bili Hugh Grant i Colin Firth. Nakon što je dobila ulogu, a pošto su joj na audiciji rekli da je premršava, udebljala se 10 kilograma. Također je usavršila britanski naglasak i tri tjedna radila u izdavačkoj kući.
Jedan od posljednjih snimljenih filmova bio joj je Gospođica Potter, gdje glumi Beatrix Potter, britansku spisateljicu knjiga za djecu. Također je dala glas likovima u crtićima Riba ribi grize rep i Pčelin film.

## Vanjske poveznice
- Renée Zellweger u internetskoj bazi filmova IMDb-u (engl.)
- Interview with Zellweger about her role in Miss Potter  Arhivirana inačica izvorne stranice od 10. listopada 2008. (Wayback Machine) (engl.)
- Renee Zellweger interview for Bridget Jones Diary  Arhivirana inačica izvorne stranice od 29. rujna 2007. (Wayback Machine) (engl.)
- Bridget Jones Online Archive (engl.)